# Орел (Дром)
Орел (фр. Aurel) насеље је и општина у источној Француској у региону Рона-Алпи, у департману Дром која припада префектури Ди.
По подацима из 2011. године у општини је живело 241 становника, а густина насељености је износила 9,18 становника/km². Општина се простире на површини од 26,26 km². Налази се на средњој надморској висини од 405 метара (максималној 1.247 m, а минималној 289 m).

## Демографија
| 1962. | 1968. | 1975. | 1982. | 1990. | 1999. | 2011. |
| ----- | ----- | ----- | ----- | ----- | ----- | ----- |
| 213   | 228   | 199   | 204   | 204   | 205   | 241   |

График промене броја становника у току последњих година